# Timó de codast

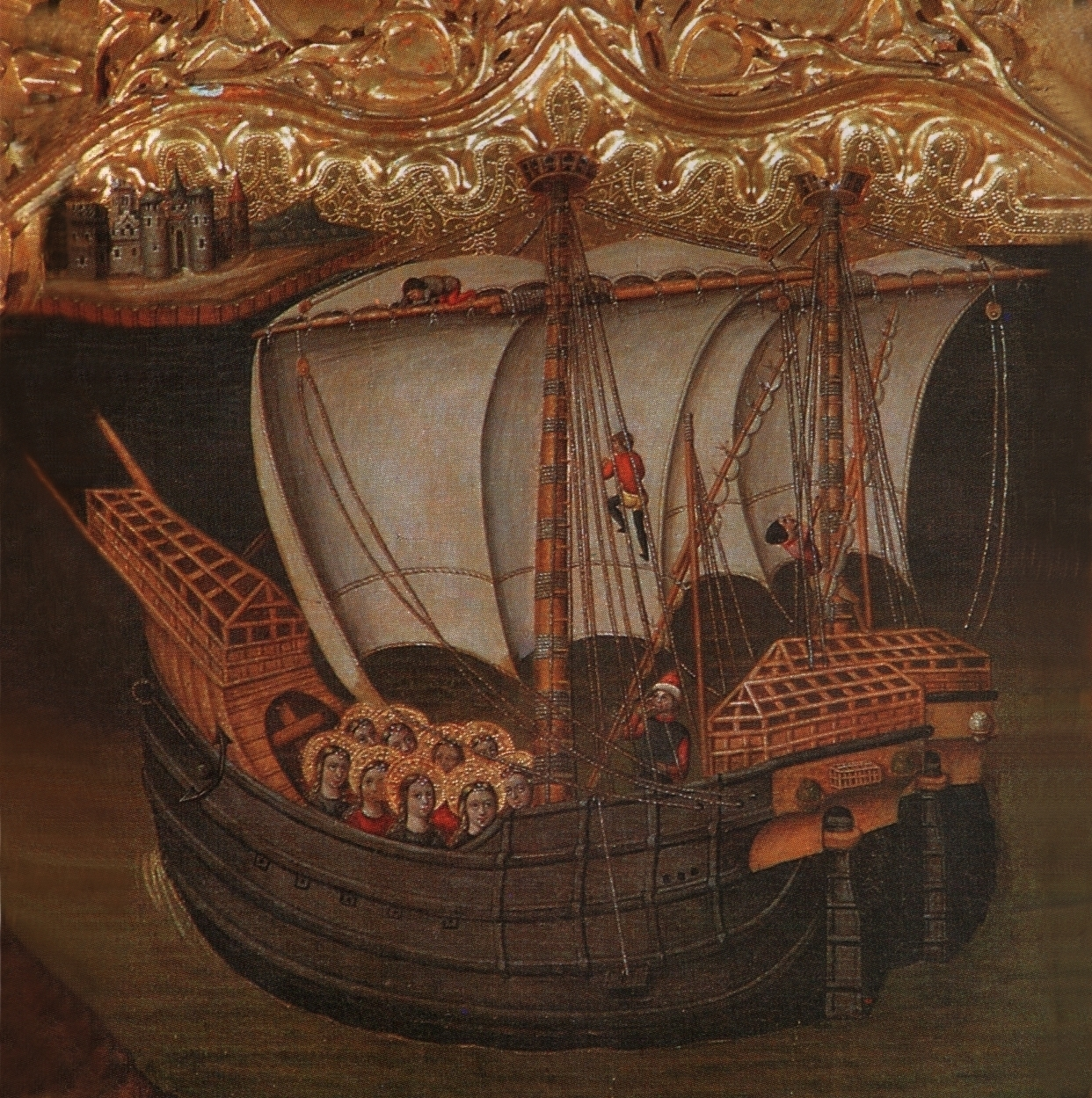
Vaixells catalans del amb timó de codast.

Timó de codast.

El timó de codast és una peça mòbil vertical posada en prolongació del codast que serveix per establir el rumb d'un vaixell, formada per un tauler o una peça de ferro, articulat amb frontisses al codast o prolongació de la quilla per la part de popa.
Va ser conegut com a " timó a la baionesa ", que era una expressió antiga per referir-se als vaixells d'alt bord, com les coques.

## Orígens
Els seus orígens són desconeguts, però gairebé tots els historiadors coincideixen que el van començar a emprar la coques hanseàtiques, encara que altres opinen que és gairebé segur que va néixer a principis del segle xiii a mars tancats, com el Bàltic o la Mediterrània, en embarcacions de rem lleugeres.
| «                                 | Altres fets de gran transcendència des del punt de vista nàutic van aparèixer a la primera part del segle xiii.; Es tracta del timó de codast ...... No ha estat possible aclarir de manera definitiva el moment de l'aparició del timó en les marines occidentals: el que sí podem dir és que primer es va utilitzar tímidament en substitució de les espadelles emprades des dels primers balbuceigs de la navegació a la Mediterrània i el Bàltic, ... Més endavant, quan el timó de codast va començar a generalitzar-se a principis del segle xiii,.... | » |
| — El Vaixell a l'Armada Espanyola | |   |

## Data en què es generalitza l'ús
Encara que no s'ha pogut aclarir quan es va començar a utilitzar, les següents informacions poden orientar el lector sobre quan es va generalitzar el seu ús a la costa cantàbrica i el Mar del Nord.
Mentre que Enric Manera, a El vaixell a l'Armada Espanyola, creu que va ser al xiii, quan va substituir el timó d'espadella, situat a l'aleta.
Xabier Alberdi Lonbide i Álvaro Aragó Ruano en el seu estudi La construcció naval al País Basc durant l'edat mitjana retarden encara més la seva generalització. Consideren que tot i que conegut des de finals del segle xii i principis del XIII en embarcacions menors, la seva realització per vaixells grans no es va fer fins a finals del segle xiii.
| « | ..Per observat, la innovació que més lentament es generalitza és el timó de codast. Tot i que conegut des de finals del XII i principis del XIII, el seu ús implicava la realització d'importants canvis en la morfologia de les popes, la qual cosa suposaria que es retarda la seva generalització ..... Cap a finals del segle xiii, per fi, es realitzen les transformacions necessàries en la popa de les embarcacions, per adequar-les al timó de codast, de manera que es donarà origen al tipus d'embarcació anomenat per diversos autors com coca... | » |

Aquest timó va canviar l'arquitectura naval i va permetre viatjar pels mars oberts amb més seguretat.
En el segell de la vila de Dam, a Flandes, el 1326, es veu una nau amb aquest tipus de timó, el que indica que ja es feia servir en aquella època.
En l'estudi de Ramon Berraondo sobre els segells d'alguns consells del Cantàbric amb representacions de naus, es pot apreciar que en el de Sant Sebastià de 1297, la nau representada no porta timó de codast, sinó d'espadella, el que indica que a finals del segle xiii, el timó de codast no era general a la costa cantàbrica. El mateix estudi ha trobat representacions de naus amb timó en els segells d'alguns consells marítims anglesos del segle xiii.
El timó de codast va ser un important element que va permetre millorar i perfeccionar els velers fins a arribar, juntament amb altres millores, a les caravel i galions. Segueix emprant actualment.

## La tesi navarresa
Aquest tipus de timó, segons Urzainki, va ser generalitzat per les naus del Regne de Navarra
Tomàs Urzainki Mina en el seu llibre La Navarra Marítima creu que el timó de codast va substituir al timó d'espadella segle xii.